# EHF Champions League 2001/02
An der EHF Champions League 2001/02 nahmen 31 Handball-Vereinsmannschaften teil, die sich in der vorangegangenen Saison in ihren Heimatligen für den Wettbewerb qualifiziert hatten. Es war die 42. Austragung der EHF Champions League bzw. des Europapokals der Landesmeister. Der Titelverteidiger war Portland San Antonio. Die Pokalspiele begannen am 7. September 2001, das zweite Finalspiel fand am 27. April 2002 statt. Im Finale konnte sich der SC Magdeburg gegen KC Veszprém durchsetzen.

## Modus
Vor der Gruppenphase gab es zwei Runden im K.-o.-System mit Hin- und Rückspiel für die niedriger gerankten qualifizierten Vereine. Die Sieger aus Runde 1 zogen in Runde 2 ein und die Verlierer in die zweite Runde des EHF-Pokals 2001/02. Die Sieger aus Runde 2 zogen in die Gruppenphase ein und die Verlierer in die dritte Runde des EHF-Pokals. In der Gruppenphase mit vier Gruppen mit je vier Mannschaften, spielte in jeder Gruppe jeder gegen jeden ein Hin- und Rückspiel. Die jeweils zwei Gruppenbesten erreichten das Viertelfinale. Ab dem Viertelfinale wurde im K.-o.-System mit Hin- und Rückspiel gespielt. Der Gewinner des Finales war EHF Champions League Sieger der Saison 2001/02.

## 1. Runde
Die Hinspiele fanden am 7./8./9. September 2001 statt und die Rückspiele am 15./16. September 2001, mit folgenden Ausnahmen:
- A.C. Doukas School gegen ASKI Ankara, Hinspiel am 19. September in Athen und Rückspiel am 23. September in Ankara
- ZTR Saporischschja gegen RK Gračanica, Hin- und Rückspiel am 15. und 16. September in Saporischschja
- Hapoel Rishon LeZion gegen HC Eynatten, Hin- und Rückspiel am 7. und 8. September in Rischon LeZion

|                      | Gesamt |                  | Hinspiel | Rückspiel |
| -------------------- | ------ | ---------------- | -------- | --------- |
| A.C. Doukas School   | 53:56  | ASKI Ankara      | 25:27    | 28:29     |
| ŠKP Sečovce          | 50:47  | Bregenz Handball | 28:22    | 22:25     |
| HV Aalsmeer          | 61:47  | Lokomotiv Varna  | 34:24    | 27:23     |
| ZTR Saporischschja   | 64:37  | RK Gračanica     | 32:20    | 32:17     |
| Wybrzeże Gdańsk      | 57:41  | HC Berchem       | 33:20    | 24:21     |
| HC Baník Karviná     | 55:40  | Granitas Kaunas  | 32:20    | 23:20     |
| Hapoel Rishon LeZion | 59:39  | HC Eynatten      | 33:19    | 26:20     |
| SKA Minsk            | 50:56  | Steaua Bukarest  | 23:25    | 27:31     |

## 2. Runde
Die Hinspiele fanden am 6./7. Oktober 2001 statt und die Rückspiele am 13./14. Oktober 2001, mit folgenden Ausnahmen:
- Steaua Bukarest gegen Sporting Lissabon, Hinspiel am 12. Oktober in Bukarest und Rückspiel am 14. Oktober in Lissabon
- Wybrzeże Gdańsk gegen ZSKA Moskau, Hin- und Rückspiel am 13. und 14. Oktober in Moskau
- Hapoel Rishon Le Zion gegen Pallamano Trieste, Hinspiel am 14. Oktober in Rischon LeZion und Rückspiel am 21. Oktober in Triest

|                      | Gesamt |                          | Hinspiel | Rückspiel |
| -------------------- | ------ | ------------------------ | -------- | --------- |
| ZTR Saporischschja   | 50:58  | KIF Kolding              | 23:25    | 27:33     |
| Hapoel Rishon LeZion | 48:45  | Pallamano Trieste        | 26:18    | 22:27     |
| Steaua Bukarest      | 49:58  | Sporting Lissabon        | 24:33    | 25:25     |
| Wybrzeże Gdańsk      | 35:54  | ZSKA Moskau              | 15:25    | 20:29     |
| HC Baník Karviná     | 74:52  | TSV St. Otmar St. Gallen | 38:27    | 36:25     |
| ŠKP Sečovce          | 40:53  | Chambéry Savoie HB       | 19:26    | 21:27     |
| HV Aalsmeer          | 53:61  | Redbergslids IK          | 24:31    | 29:30     |
| Vardar Skopje        | 64:59  | ASKI Ankara              | 37:31    | 27:28     |

## Gruppenphase
Die Gruppenphase wurde zwischen dem 10. November 2001 und dem 12. Dezember 2001 ausgespielt.

### Gruppen
| Gruppe A KIF Kolding Lovćen Cetinje Portland San Antonio Sporting Lissabon | Gruppe B Hapoel Rischon LeZion RK Metković Redbergslids IK Sandefjord TIF | Gruppe C Ademar León HC Baník Karviná RK Celje ZSKA Moskau | Gruppe D Chambéry Savoie HB KC Veszprém SC Magdeburg Vardar Skopje |

### Gruppe A
| Pl. | Mannschaft           | Sp. | S | U | N | Tore      | Diff. | Punkte |
| --- | -------------------- | --- | - | - | - | --------- | ----- | ------ |
| 1.  | Portland San Antonio | 6   | 4 | 1 | 1 | 0188:1520 | +36   | 9      |
| 2.  | KIF Kolding          | 6   | 4 | 1 | 1 | 0159:1410 | +18   | 9      |
| 3.  | Sporting Lissabon    | 6   | 2 | 0 | 4 | 0132:1490 | −17   | 4      |
| 4.  | Lovćen Cetinje       | 6   | 1 | 0 | 5 | 0110:1470 | −37   | 2      |

### Gruppe B
| Pl. | Mannschaft           | Sp. | S | U | N | Tore      | Diff. | Punkte |
| --- | -------------------- | --- | - | - | - | --------- | ----- | ------ |
| 1.  | RK Metković          | 6   | 5 | 0 | 1 | 0166:1380 | +28   | 10     |
| 2.  | Redbergslids IK      | 6   | 5 | 0 | 1 | 0167:1510 | +16   | 10     |
| 3.  | Sandefjord TIF       | 6   | 2 | 0 | 4 | 0161:1640 | −3    | 4      |
| 4.  | Hapoel Rishon LeZion | 6   | 0 | 0 | 6 | 0151:1920 | −41   | 0      |

### Gruppe C
| Pl. | Mannschaft       | Sp. | S | U | N | Tore      | Diff. | Punkte |
| --- | ---------------- | --- | - | - | - | --------- | ----- | ------ |
| 1.  | RK Celje         | 6   | 5 | 0 | 1 | 0176:1600 | +16   | 10     |
| 2.  | Ademar León      | 6   | 4 | 0 | 2 | 0177:1590 | +18   | 8      |
| 3.  | HC Baník Karviná | 6   | 2 | 0 | 4 | 0170:1780 | −8    | 4      |
| 4.  | ZSKA Moskau      | 6   | 1 | 0 | 5 | 0155:1810 | −26   | 2      |

### Gruppe D
| Pl. | Mannschaft         | Sp. | S | U | N | Tore      | Diff. | Punkte |
| --- | ------------------ | --- | - | - | - | --------- | ----- | ------ |
| 1.  | KC Veszprém        | 6   | 5 | 0 | 1 | 0157:1300 | +27   | 10     |
| 2.  | SC Magdeburg       | 6   | 3 | 2 | 1 | 0162:1410 | +21   | 8      |
| 3.  | Vardar Skopje      | 6   | 1 | 1 | 4 | 0152:1750 | −23   | 3      |
| 4.  | Chambéry Savoie HB | 6   | 1 | 1 | 4 | 0149:1740 | −25   | 3      |

## Viertelfinals
Die Hinspiele fanden am 23./24. Februar 2002 statt und die Rückspiele am 2./3. März 2002.
|                      | Gesamt |             | Hinspiel | Rückspiel |
| -------------------- | ------ | ----------- | -------- | --------- |
| Redbergslids IK      | 58:60  | KIF Kolding | 31:30    | 27:30     |
| Portland San Antonio | 50:48  | RK Metković | 28:21    | 22:27     |
| SC Magdeburg         | 57:56  | RK Celje    | 29:31    | 28:25     |
| Ademar León          | 40:57  | KC Veszprém | 22:27    | 18:30     |

## Halbfinals
Die Hinspiele fanden am 23./24. März 2002 statt und die Rückspiele am 31. März 2002.
|              | Gesamt |                      | Hinspiel | Rückspiel |
| ------------ | ------ | -------------------- | -------- | --------- |
| KC Veszprém  | 48:46  | Portland San Antonio | 27:19    | 21:27     |
| SC Magdeburg | 57:44  | KIF Kolding          | 29:19    | 28:25     |

## Finale
Das Hinspiel in Veszprém fand am 21. April 2002 statt und das Rückspiel in Magdeburg am 27. April 2002. SC Magdeburg war der erste Sieger der nicht aus Spanien kam, seit der Europapokal der Landesmeister 1993 in EHF Champions League umbenannt wurde.
|             | Gesamt |              | Hinspiel | Rückspiel |
| ----------- | ------ | ------------ | -------- | --------- |
| KC Veszprém | 48:51  | SC Magdeburg | 23:21    | 25:30     |

## Statistiken

### Torschützenliste
Die Torschützenliste zeigt die vier besten Torschützen in der EHF Champions League 2001/02. Zu sehen sind die Nation des Spielers, der Name, die Position, der Verein, die gespielten Spiele, die Tore und der Tordurchschnitt pro Spiel. Der Erstplatzierte ist Torschützenkönig der EHF Champions League 2001/02.
| Pl. | Nation                  | Spieler           | Pos. | Verein       | Sp. | Tore | Ø   |
| --- | ----------------------- | ----------------- | ---- | ------------ | --- | ---- | --- |
| 1.  | Serbien und Montenegro  | Nenad Peruničić   | (RL) | SC Magdeburg | 12  | 83   | 6,9 |
| 2.  | Bosnien und Herzegowina | Bilal Šuman       | (RA) | KIF Kolding  | 10  | 63   | 6,3 |
|     | Island                  | Ólafur Stefánsson | (RR) | SC Magdeburg | 12  | 63   | 5,3 |
|     | Kroatien                | Zlatko Saračević  | (RR) | KC Veszprém  | 12  | 63   | 5,3 |